# پایان پادشاهان بلند مرتبه
پایان پادشاهان بلند مرتبه (انگلیسی: The Last of the High Kings) یک فیلم در ژانر درام و کمدی است که در سال ۱۹۹۶ منتشر شد.

## بازیگران
- جرد لتو
- کریستینا ریچی
- کاترین اوهارا
- گابریل بیرن
- کالم مینی
- استیون ری
- جیسون باری
- امیلی مورتیمر